# Magüi Serna
Dit is een Spaanse naam; Serna is de vadernaam en Barrera is de moedernaam.
María Luisa (Magüi) Serna Barrera (Las Palmas, 1 maart 1979) is een voormalig tennisspeelster uit Spanje. Zij begon met tennis toen zij vijf jaar oud was. Haar favoriete ondergrond is gras. Zij speelt linkshandig en heeft een enkelhandige backhand. Zij was actief in het proftennis van 1996 tot en met 2006. Zij studeerde sportmanagement in Barcelona vanaf 1998.

## Tennisloopbaan

### Enkelspel
Serna nam in 1993 voor het eerst deel aan een professioneel toernooi: het ITF-toernooi van Tortosa (Spanje). Het jaar daarop kon zij al de eerste toernooiwinst op haar naam schrijven, in Gaborone (Botswana), en de week erop nogmaals in Harare (Zimbabwe). In totaal won zij zes ITF-titels, de laatste in 1996 in Athene.
In 1996 nam zij voor het eerst deel aan een WTA-toernooi, in Luxemburg, waar zij werd uitgeschakeld door Kristie Boogert. In 1997 nam zij voor het eerst deel aan alle vier grandslamtoernooien; in allemaal bereikte zij minimaal de derde ronde. In datzelfde jaar vertegenwoordigde zij voor het eerst Spanje in de Fed Cup. In het jaar daarop won zij in de Fed Cup haar drie wedstrijden in de eerste ronde tegen Duitsland, op het tapijt van Saarbrücken. Met uitzondering van 2001 maakte zij jaarlijks deel uit van het Spaanse Fed Cup-team van 1997 tot en met 2003 – zij behaalde daar een winst/verlies-balans van 10–10.
Op de WTA-tour schokte Magüi Serna in 2001 de tenniswereld door Justine Henin tijdens de eerste ronde van het WTA-toernooi van Scottsdale te verslaan met 7-6 en 7-6. Zij bereikte voor het eerst een enkelspelfinale tijdens het WTA-toernooi van Porto in 2001, waar zij verloor van haar landgenote Arantxa Sánchez Vicario. Een jaar later verloor zij nogmaals de finale in Porto (nu van Ángeles Montolio) om de week daarna haar eerste WTA-enkelspeltitel te veroveren tijdens het WTA-toernooi van Estoril door de finale in twee sets te winnen van de Duitse Anca Barna. Serna prolongeerde in 2003 haar titel in Estoril door de finale in twee sets te winnen van de Duitse Julia Schruff. De week daarop won zij nog het WTA-toernooi van Boedapest (winst in drie sets op de Australische Alicia Molik). Alle drie haar WTA-titels (en de helft van haar zes ITF-titels) veroverde Serna op gravel.

### Dubbelspel
Toen Serna in 1994 voor het eerst aan een (ITF)-dubbelspeltoernooi deelnam – in Nairobi, samen met de Duitse Sybille Seyfried – bereikte zij meteen de finale. De week erna – in Gaborone, waar zij ook het enkelspeltoernooi won – veroverde zij haar eerste dubbelspeltitel (haar enige titel op het ITF-circuit), samen met de Nederlandse Amanda Hopmans.
In 1997 nam zij voor het eerst deel aan een WTA-dubbelspeltoernooi, in Madrid, samen met de Italiaanse Sandra Cecchini. In 2000 bereikte zij voor het eerst een WTA-finale in Rome, samen met landgenote Arantxa Sánchez Vicario – zij verloren in drie sets van het Amerikaans/Australische sterduo Lisa Raymond / Rennae Stubbs.
In 2001 behaalde Serna haar eerste WTA-titel, in het dubbelspeltoernooi van Knokke-Heist, samen met de Spaanse Virginia Ruano Pascual – in de finale wonnen zij in twee sets van het Roemeense koppel Ruxandra Dragomir-Ilie / Andreea Vanc. Op het WTA-toernooi van Eastbourne van 2004 speelde Serna samen met de Australische Alicia Molik – nadat zij in de kwartfinale het als tweede geplaatste Amerikaanse koppel Martina Navrátilová / Lisa Raymond naar huis hadden gestuurd, wisten zij in de finale het als eerste geplaatste Russische duo Svetlana Koeznetsova / Jelena Lichovtseva de titel te onthouden.
In 2004 liep Serna ernstige blessures op. In beperkte mate speelde zij nog door tot in 2006, maar zij bereikte geen goede resultaten meer. Na de eerste ronde te hebben verloren in het ITF-toernooi van Barcelona in oktober 2006, besloot zij haar tennisloopbaan te beëindigen.

## Resultaten grandslamtoernooien
| Legenda | Legenda                          |
| ------- | -------------------------------- |
| g.t.    | geen toernooi gehouden           |
| l.c.    | lagere categorie                 |
| –       | niet deelgenomen                 |
| G       | uitgeschakeld in de groepsfase   |
| 1R      | uitgeschakeld in de eerste ronde |
| 2R      | uitgeschakeld in de tweede ronde |
| 3R      | uitgeschakeld in de derde ronde  |
| 4R      | uitgeschakeld in de vierde ronde |
| KF      | uitgeschakeld in de kwartfinale  |
| HF      | uitgeschakeld in de halve finale |
| F       | de finale verloren               |
| W       | het toernooi gewonnen            |
| w-v     | winst/verlies-balans             |

### Enkelspel
| toernooi        | 1997 | 1998 | 1999 | 2000 | 2001 | 2002 | 2003 | 2004 | 2005 | w-v  |
| --------------- | ---- | ---- | ---- | ---- | ---- | ---- | ---- | ---- | ---- | ---- |
| Australian Open | 3R   | 2R   | 2R   | 2R   | 2R   | 3R   | 2R   | 1R   | 1R   | 9-9  |
| Roland Garros   | 3R   | 4R   | 1R   | 3R   | 2R   | 1R   | 4R   | 2R   | –    | 12-8 |
| Wimbledon       | 3R   | 4R   | 1R   | KF   | 1R   | 1R   | 2R   | 3R   | –    | 12-8 |
| US Open         | 4R   | 1R   | 3R   | 4R   | 1R   | 1R   | 2R   | 2R   | –    | 10-8 |

### Vrouwendubbelspel
| toernooi        | 2000 | 2001 | 2002 | 2003 | 2004 | 2005 | w-v |
| --------------- | ---- | ---- | ---- | ---- | ---- | ---- | --- |
| Australian Open | 1R   | 3R   | HF   | 1R   | 1R   | 1R   | 6-6 |
| Roland Garros   | 3R   | 1R   | 3R   | 1R   | 1R   | –    | 4-5 |
| Wimbledon       | 1R   | 3R   | 1R   | 1R   | 2R   | –    | 3-5 |
| US Open         | 2R   | 2R   | 1R   | 1R   | 1R   | –    | 2-5 |

### Gemengd dubbelspel
| toernooi        | 2001 |    | 2004 | w-v |
| --------------- | ---- | -- | ---- | --- |
| Australian Open | –    | 1R | 0-1  |     |
| Roland Garros   | –    | 1R | 0-1  |     |
| Wimbledon       | 2R   | 1R | 1-2  |     |
| US Open         | –    | –  | 0-0  |     |

## Palmares
| Legenda                |
| ---------------------- |
| Grandslamtoernooi      |
| Olympische Spelen      |
| Year-End Championships |
| Tier I                 |
| Tier II                |
| Tier III               |
| Tier IV & V            |

### WTA-finaleplaatsen enkelspel
| nr.              | finale     | toernooi       | ondergrond | tegenstandster          | score         |         |
| ---------------- | ---------- | -------------- | ---------- | ----------------------- | ------------- | ------- |
| gewonnen finales |            |                |            |                         |               |         |
| 1.               | 2002-04-14 | WTA Estoril    | gravel     | Anca Barna              | 6-4, 6-2      | details |
| 2.               | 2003-04-13 | WTA Estoril    | gravel     | Julia Schruff           | 6-4, 6-1      | details |
| 3.               | 2003-04-20 | WTA Boedapest  | gravel     | Alicia Molik            | 3-6, 7-5, 6-4 | details |
| verloren finales |            |                |            |                         |               |         |
| 1.               | 2001-04-08 | WTA Porto      | gravel     | Arantxa Sánchez Vicario | 3-6, 1-6      | details |
| 2.               | 2001-06-23 | WTA Eastbourne | gras       | Lindsay Davenport       | 2-6, 0-6      | details |
| 3.               | 2002-04-07 | WTA Porto      | gravel     | Ángeles Montolio        | 1-6, 6-2, 5-7 | details |

### WTA-finaleplaatsen vrouwendubbelspel
| nr.              | finale     | toernooi         | ondergrond | partner                 | tegenstandsters                         | score         |         |
| ---------------- | ---------- | ---------------- | ---------- | ----------------------- | --------------------------------------- | ------------- | ------- |
| gewonnen finales |            |                  |            |                         |                                         |               |         |
| 1.               | 2001-07-22 | WTA Knokke-Heist | gravel     | Virginia Ruano Pascual  | Ruxandra Dragomir-Ilie Andreea Vanc     | 6-4, 6-3      | details |
| 2.               | 2004-06-19 | WTA Eastbourne   | gras       | Alicia Molik            | Svetlana Koeznetsova Jelena Lichovtseva | 6-4, 6-4      | details |
| verloren finales |            |                  |            |                         |                                         |               |         |
| 1.               | 2000-05-21 | WTA Rome         | gravel     | Arantxa Sánchez Vicario | Lisa Raymond Rennae Stubbs              | 3-6, 6-4, 3-6 | details |
| 2.               | 2002-04-07 | WTA Porto        | gravel     | Kristie Boogert         | Cara Black Irina Seljoetina             | 6-7, 4-6      | details |
| 3.               | 2003-06-21 | WTA Eastbourne   | gras       | Jennifer Capriati       | Lindsay Davenport Lisa Raymond          | 3-6, 2-6      | details |
| 4.               | 2003-08-23 | WTA New Haven    | hardcourt  | Alicia Molik            | Virginia Ruano Pascual Paola Suárez     | 6-7, 3-6      | details |